# Sciopero di Marsiglia

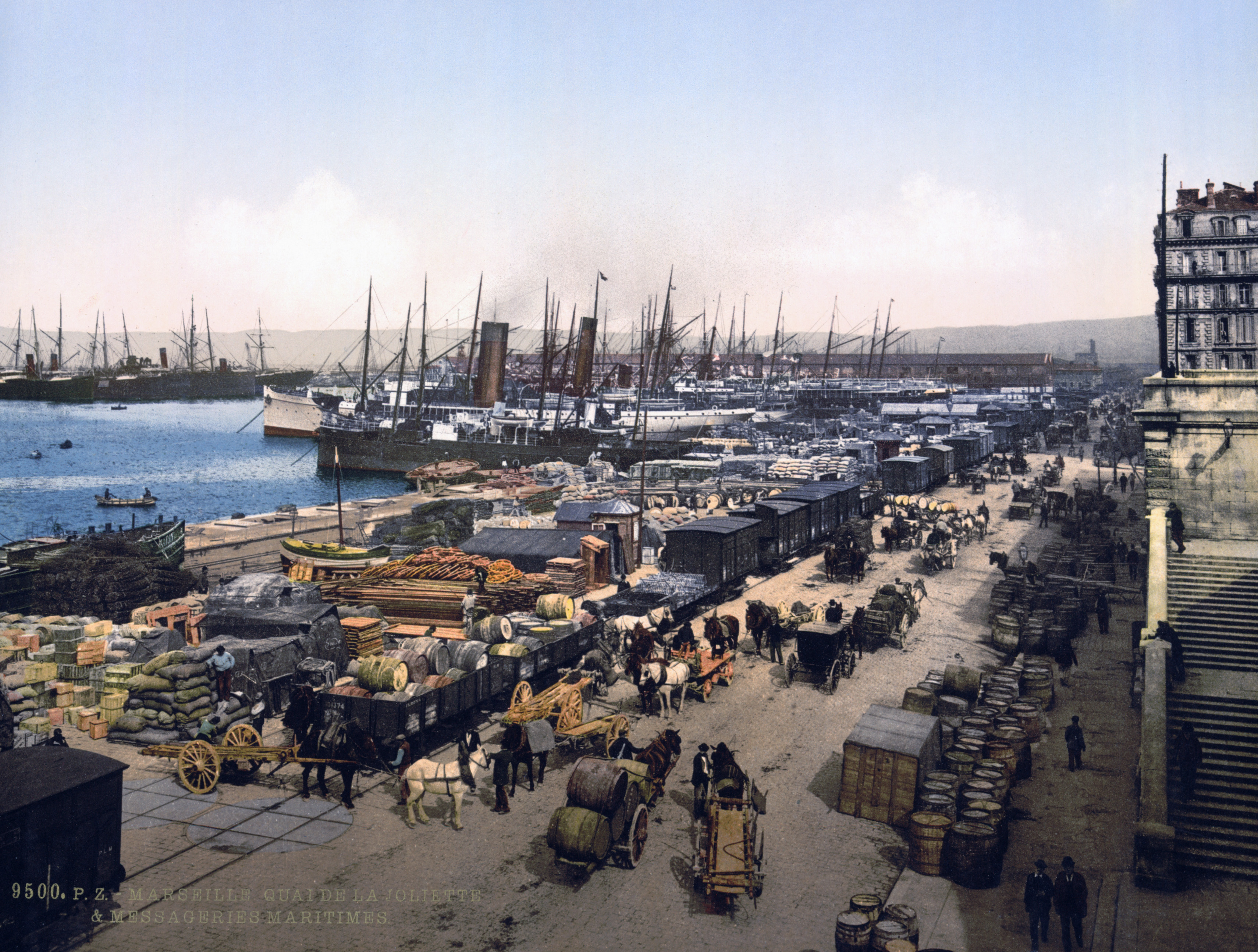
Il quai de la Joliette al porto di Marsiglia negli anni 1890

Lo sciopero di Marsiglia fu uno sciopero indetto dagli scaricatori di merci del porto di Marsiglia, in buona parte italiani; lo sciopero iniziò il 28 febbraio 1901 e terminò l'8 aprile 1901.

## Contesto
La fine del XIX secolo vede un grande sviluppo urbano a Marsiglia, cui fa seguito una forte immigrazione di italiani. Il censimento del 1901 ne conta 90.000, il 18% del totale della città, in particolare dalla Toscana.
In una inchiesta del 1901 sugli operai italiani a Marsiglia per Le Matin, la giornalista Jeanne Brémontier evoca i "terribili mestieri" svolti dagli italiani nella fabbricazione dell'olio e del sapone, mestieri "a cui i francesi si rifiutano"; un capomastro loda gli italiani come "adorabili macchine", bruti che non soffrono la durezza del lavoro per guadagnare tre franchi al giorno.
Accusati di sabotare gli scioperi proponendosi come forza lavoro a basso costo, gli italiani a Marsiglia sono oggetto di una campagna xenofoba virulenta, in particolare in corrispondenza dei "vespri marsigliesi" del 1881. Tra gli espatriati vi è anche il militante socialista Luigi Campolonghi, esiliato a Marsiglia dal 1898 al 1901, che partecipa attivamente alla mobilitazione degli operai italiani in chiave internazionalista.
Nel 1900 i portuali si organizzano nel "sindacato internazionale", che in meno di sei mesi raccoglie l'adesione di oltre l'80% degli operai, tra cui una buona metà italiani. Con 3.000-3.200 tesserati, il sindacato internazionale oltrepassa di larga misura la rappresentanza del "sindacato francese", finanziato dagli armatori per sabotare la solidarietà internazionalista e la lotta di classe facendo leva sulle divisioni nazionali tra gli operai. Nel gennaio 1901, 400 aderenti al sindacato nazionale picchettano il porto, per protestare contro l'impiego di manodopera straniera.
Le condizioni di lavoro dei portuali marsigliesi erano particolarmente difficili. Un portuale a Marsiglia guadagnava 6 franchi per dieci ore di lavoro, a differenza dei colleghi a Le Havre e Dunkerque che guadagnavano la stessa cifra per otto ore. A Tolone, il salario medio giornaliero era di 3,35 franchi per nove ore e mezza di lavoro. La disoccupazione colpiva 10.000 operai marsigliesi nel 1884. Dal 1881 al 1901, Marsiglia conobbe 237 scioperi.

## La vicenda

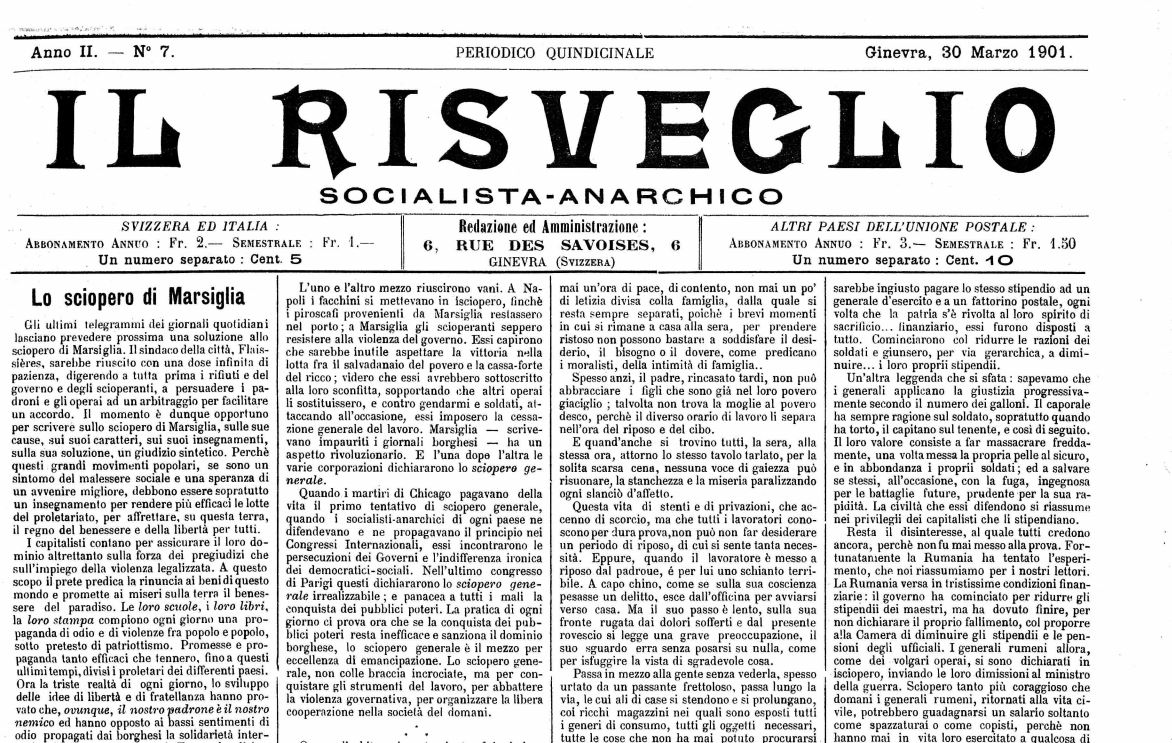
Testata de "Il Risveglio", 30 marzo 1901

Lo sciopero del 1901 coinvolse fino a 40.000 operai, inclusi i portuali che scioperarono per 43 giorni, una durata senza precedenti.
Scintilla della protesta fu il rifiuto delle autorità portuali di dare lavoro agli operai stranieri, soprattutto italiani, inquadrati nel "Sindacato internazionale". Le provocazioni del "sindacato nazionale" (riferimento dei portuali francesi) e la repressione violenta delle autorità di polizia (con morti ed arresti) provocarono un movimento di solidarietà in favore degli scioperanti da parte delle organizzazioni sindacali degli altri mestieri.
All'inizio di aprile del 1901 si contavano oltre 22.000 scioperanti, a misura del progresso dell'internazionalismo operaio. Le autorità francesi fecero allora espellere Campolonghi.
L'evento fu seguito da vicino dal giornale italiano Avanti!, il quale usò per la prima volta il termine "crumiro" sia per indicare i lavoratori che non aderivano allo sciopero che per indicare i lavoratori arabi chiamati dagli armatori per sostituire gli scioperanti.
Il fatto avvenne in un periodo di tempo abbastanza concitato per quanto riguarda gli scioperi degli operai: prima e durante i fatti di Marsiglia in altre città della Spagna e della Francia si registrarono dei movimenti che però non raggiunsero mai i numeri dello sciopero di Marsiglia. Durante lo sciopero alcuni lavoratori del porto di Napoli si rifiutarono di scaricare merci provenienti da Marsiglia per solidarietà verso i loro colleghi.
Come conseguenza dello sciopero e della crescita dell'internazionalismo, nel dicembre 1907 venne creata la Federazione Internazionale degli Operai dei Porti Mediterranei (Fédération Internationale des Ouvriers des Ports Méditerranéens), con l'obiettivo di operare al "ravvicinamento dei porti francesi, italiani e spagnoli". L'anno successivo, su impulso di Louis Rivelli, nasce la Confederazione Generale dei Marittimi (Confédération générale des inscrits maritimes).